# Steve Rouiller
Steve Rouiller, né le 10 juillet 1990 à Monthey (Suisse), est un footballeur suisse, qui évolue au poste de défenseur au sein du Servette FC.

## Biographie

### Jeunesse
Né à Monthey, il grandit à Troistorrents, dans le canton du Valais.

### Carrière en club
Le 2 août 2016, il s'engage avec le FC Lugano jusqu'en 2019[réf. nécessaire].
Lors de la saison 2016-2017, alors que le FC Lugano est à la 9e place à la 19e journée du championnat, les Luganais arriveront à remonter dans le classement jusqu'à la 3e place et se qualifiant ainsi pour la phase de groupes de la Ligue Europa 2017-2018. En Ligue Europa, il jouera 3 matchs sur 6.[réf. nécessaire]
Le 13 juin 2018, Steve s'engage en faveur du Servette FC avec un contrat de deux plus une année en option. Il portera le numéro 4 chez les Genevois.
Le 19 avril 2024, il prolonge avec les grenats. Un nouveau contrat de trois ans finissant le 30 juin 2027.
Le 2 juin 2024, il remporte la coupe de Suisse.
En avril 2025, il se blesse au genou et le club annonce qu'il sera absent plusieurs semaines. Le 21 juillet 2025, il figure dans le groupe du 2 août pour le match contre le FC Viktoria Plzen ainsi que sur celle du match contre le FC Saint-Gall. 